# La danza de la vida humana
La danza de la vida humana (en francés: La Danse de la vie humaine), también conocido como Una danza por la música del tiempo (en francés: Danse à la musique du temps), es un cuadro realizado por el pintor Nicolas Poussin. Mide 82,5 cm de alto y 104 cm de ancho, y está pintado al óleo sobre lienzo. Data aproximadamente de 1638-1640 y se encuentra en la Colección Wallace, en Londres, con el número de inventario P108.

## Historia

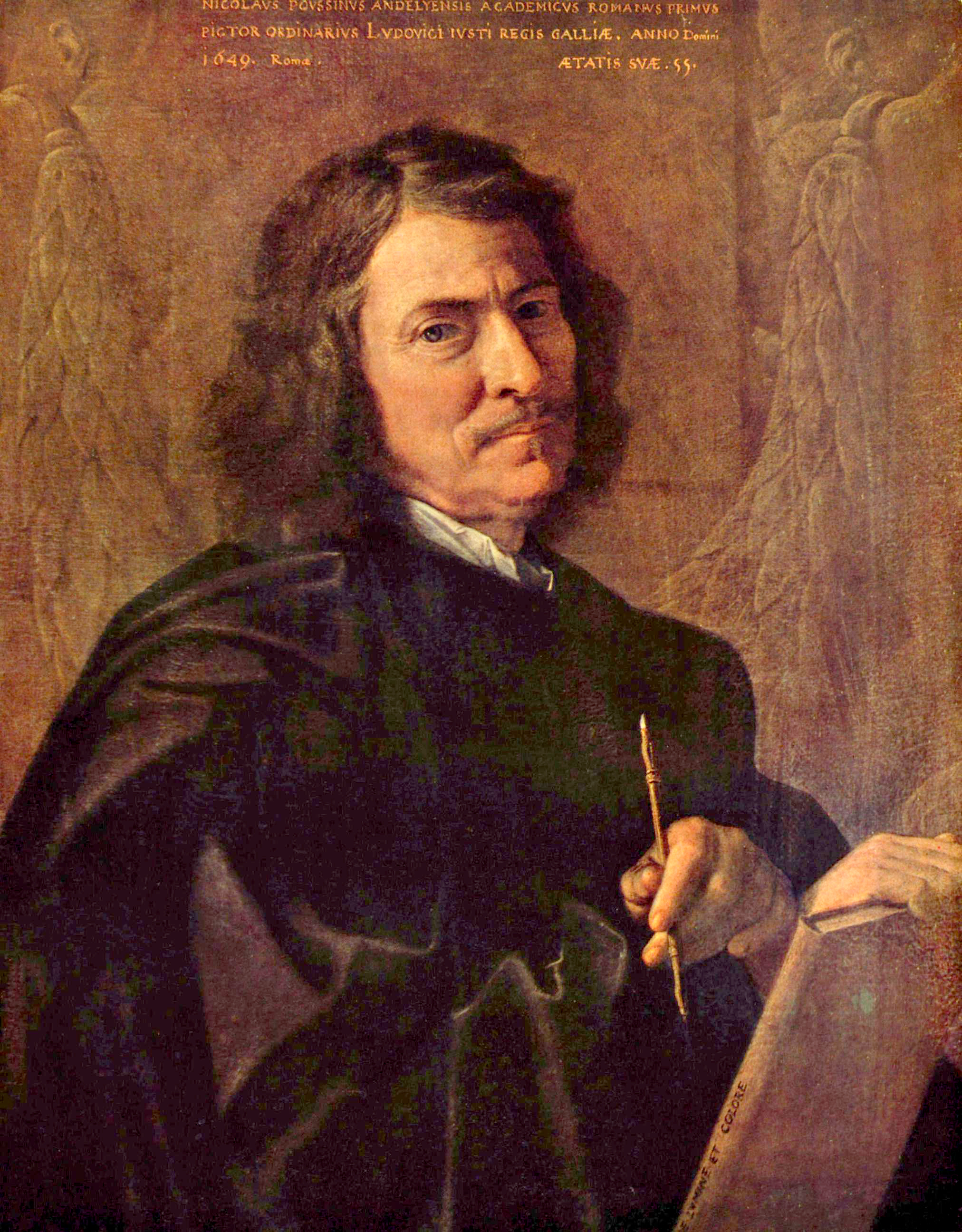
Nicolas Poussin

En la Francia del siglo XVII se dieron dos principales corrientes pictóricas, el naturalismo y el clasicismo. El primero no tuvo excesivo predicamento, debido al gusto clasicista del arte francés desde el Renacimiento, y se dio principalmente en provincias y en círculos burgueses y eclesiásticos, mientras que el segundo fue adoptado como «arte oficial» por la monarquía y la aristocracia, que le dieron unas señas de identidad propias con la acuñación del término clasicismo francés. La pintura clasicista se centró en dos grandes pintores que desarrollaron la mayor parte de su carrera en Roma: Nicolas Poussin y Claude Lorrain. Poussin recibió la influencia de la pintura rafaelesca y de la escuela boloñesa, y creó un tipo de representación de escenas —de temática generalmente mitológica— donde evocaba el esplendoroso pasado de la antigüedad grecorromana como un paraíso idealizado de perfección, una edad dorada de la humanidad, en obras como: El triunfo de Flora (1629), El rapto de las sabinas (1637-1638) y Los pastores de la Arcadia (1640).
Este cuadro fue un encargo del cardenal Giulio Rospigliosi, futuro papa Clemente IX. El tema, ficticio aunque indirectamente inspirado en la mitología clásica, proviene de una «poesía moral» de Gian Pietro Bellori.
La obra pasó de la familia Rospigliosi al cardenal francés Joseph Fesch en 1806, hasta que fue vendida en 1845 a Richard Seymour-Conway, IV marqués de Hertford, y de este a Richard Wallace, que la incorpró a la colección que lleva su apellido.
Este cuadro inspiró la serie de novelas Una danza para la música del tiempo (en inglés: A Dance to the Music of Time), de Anthony Powell.

## Descripción
En un escenario natural de aspecto bucólico, como era habitual en las obras de Poussin, aparecen cuatro figuras (un chico y tres chicas) danzando en corro con las manos unidas unas a otras. Son cuatro figuras alegóricas, de izquierda a derecha: el Placer, ataviada con una túnica roja y una capa azul en la parte superior, con una corona de rosas en la cabeza, mira hacia el espectador como invitándole a bailar con ella; el Trabajo, la figura masculina, vestido con túnica verde y descalzo, con una corona de laurel en la cabeza, mira hacia la figura de al lado; la Riqueza, vestida de blanco y naranja, con una guirnalda de perlas y sandalias doradas, mira hacia un costado; y la Pobreza, de ropas sencillas y tocada con un simple pañuelo, va descalza como el Trabajo y mira de reojo a la Riqueza, que parece dudar en darle la mano. El conjunto representa la rueda de la fortuna, los diversos estadios por los que puede transitar el ser humano durante su vida.
En el lado derecho aparece un viejo desnudo, medio calvo y barbudo, de pelo blanco, con alas y tocando una lira; es el Padre Tiempo, y las otras figuras bailan al son de su música. El simbolismo es claro: la danza de la vida termina inexorablemente en la muerte. A sus pies, en la esquina inferior derecha, aparece un amorcillo con un reloj de arena, simbolizando de nuevo el tiempo. En la esquina contraria hay otro amorcillo, que representa el homo bulla («hombre burbuja»), un niño haciendo burbujas de jabón que simboliza igualmente la brevedad de la vida.
En el cielo, en la parte central superior del cuadro, aparece el carro de Apolo, dios de la razón, las artes, la belleza, la curación y la naturaleza, que reinaba en los cielos y traía el día al mundo —a veces se le consideraba también dios del sol—; le precede Aurora, la diosa del amanecer, esparciendo flores con las manos, y le siguen las Horas, las diosas de las estaciones, que danzan en corro de forma simétrica a la danza de primer plano. Apolo aparece desnudo, rodeado de un círculo que simboliza la eternidad.
En el lado izquierdo de la imagen hay un pedestal con dos bustos que miran en direcciones opuestas, uno joven y otro maduro y con barba. Se trata de Jano, el dios bifronte, que mira a la vez al pasado y al futuro. Del pedestal cuelgan unas guirnaldas de flores, que simbolizan la fugacidad de la belleza.
La composición del cuadro está basada en formas geométricas: un círculo que forman las cuatro figuras danzantes y que se inscribe en un triángulo formado por la unión de los dos amorcillos como base y Apolo como vértice vertical del mismo.
En esta obra Poussin se mostró como un destacado dibujante, con trazo preciso y seguro, así como un virtuoso colorista, con un equilibrio armónico entre colores azules y dorados que proporciona a la imagen la atmósfera precisa para el tema representado.